# Cyperus regiomontanus
Cyperus regiomontanus är en halvgräsart som beskrevs av Nathaniel Lord Britton. Cyperus regiomontanus ingår i släktet papyrusar, och familjen halvgräs. Inga underarter finns listade i Catalogue of Life.